# 働けダウンタウン
『働けダウンタウン』（はたらけダウンタウン）は、1988年10月14日から1989年3月24日まで毎日放送 (MBS) で放送されたバラエティ番組。全19回。放送時間は毎週金曜 24:20 - 25:45 (JST) 。

## 概要
ダウンタウン主演の深夜番組。当初は毎日放送千里丘放送センターのスタジオから生放送されていたが、途中で心斎橋筋2丁目劇場からの公開放送へと移行した。
しかしダウンタウンの東京方面の仕事が増えつつあった時期でもあったことから、放送開始半年を以って月一回の放送に移行することとなり。タイトルも『ツキイチダウンタウン』に改められた。

## 出演者
- 松本人志（ダウンタウン）
- 浜田雅功（ダウンタウン）
- 汀夏子（第1回 - 第6回）
- 高見恭子（第7回 - 第19回）
- みうらじゅん
- 今田耕司・野沢直子 - この2人は、共に最終回までにいなくなっていた。